# Барское (Московская область)
Барское — деревня в Орехово-Зуевском районе Московской области России. Входит в состав сельского поселения Давыдовское (до середины 2000-х — Давыдовский сельский округ). Население — 96 чел. (2010).

## История
Деревня расположена в исторической местности Заход (часть Гуслиц).   
В XIX веке она относилась к Запонорской волости Богородского уезда Московской губернии. Подавляющее большинство её жителей были старообрядцами.
В деревне Барское родился известный в XIX в. разбойник Василий Чуркин.

## Название
Существует две версии происхождения названия деревни. Согласно первой, она получила имя от своих предполагаемых основателей — дворян (бар), по местной легенде, бежавших сюда из Москвы  от преследований за старую веру. Однако это противоречит факту, что селение было известно ещё в дораскольные времена. По другой версии, название этого населённого пункта происходит от того, что он, в отличие от окрестных, изначально являлся частновладельческим, то есть принадлежал барину, а не был удельным. Позже деревня была включена в Удельное ведомство.

## Население
В 1852 году в деревне насчитывалось 34 двора и 198 жителей (95 мужчин и 103 женщины). К 1862 году население возросло — 68 дворов и 274 жителя.
Согласно Всероссийской переписи, в 2002 году в деревне проживало 33 человека (16 мужчины и 17 женщин). По данным на 2005 год в деревне проживало 35 человек. В 2021 году в населенном пункте насчитывается 146 зарегистрированных жилых домов (без учета французского квартала). Общее количество проживающего населения более 350 человек. 
| 1926 | 2002 | 2006 | 2010 |
| ---- | ---- | ---- | ---- |
| 285  | ↘33  | ↗35  | ↗96  |

## Расположение
Деревня Барское расположена примерно в 21 км к югу от центра города Орехово-Зуево и в 6 км севернее города Куровское. Ближайшие населённые пункты — деревни Запонорье, Ненилово, Ляхово и Давыдово. В километре южнее деревни расположена станция Давыдово Большого кольца МЖД. Севернее деревни протекает река Понорь.
Организовано регулярное автобусное сообщение по перевозке пассажиров.